# تمريض تثاقفي
التمريض التثاقفي هو كيفية تفاعل التمريض المهني مع مفهوم الثقافة. ولأنها تعتمد على علم الإنسان والتمريض، فإنها قائمة على نظرية التمريض وأبحاث التمريض وممارسات التمريض. فهي تخصص معرفي خاص في التمريض يركز على الثقافات العالمية وظاهرة التمريض والصحة والرعاية الثقافية المقارنة. ولقد تأسس التمريض التثاقفي عام 1955 كناحية رسمية للاستعلام والممارسات. فهي هيئة للمعرفة تساعد في تقديم رعاية التمريض المناسبة ثقافيًا.

## الوصف
وفقًا للسيدة مادلين ليننجر (Madeleine Leininger), رائدة التمريض التثاقفي، يعد التمريض التثاقفي منحى جوهري للدراسة والممارسة، حيث يركز على قيم الرعاية الثقافية المقارنة وعلى معتقدات وممارسات الأشخاص أو الجماعات التي تنتمي لجذور ثقافية متشابهة أو مختلفة. ووفقًا لنظام استرجاع وتحليل الأدبيات الطبية عبر الإنترنت (MEDLINE), يعد التمريض التثاقفي مجال خبرة في التمريض يستجيب للحاجة إلى تطوير منظور عالمي داخل مهنة التمريض في عالم باتت فيه الشعوب والأمم تعتمد على بعضها البعض. وبوصفه أحد التخصصات، يتركز التمريض التثاقفي على تجميع محتوى دولي وعبر حضائي داخل تدريبات الممرضين. ويشمل ذلك تعليم الاختلافات الثقافية والتمريض في الدول الأخرى ومشكلات الصحة العالمية ومؤسسسات الصحة الدولية.

## الأهداف
تكمن أهداف التمريض التثاقفي في تقديم رعاية تمريض ملائمة ثقافيًا، وكذلك تقديم ممارسات رعاية تمريض عالمية وخاصة من الناحية الثقافية لتحقيق الصحة والسلامة للأفراد أو لمساعدتهم في مواجهة الظروف الإنسانية غير الملائمة أو المرض أو الموت من خلال أساليب ذات مغزى ثقافي.

## المؤسس
بوصفها الرائدة والقائدة في مجال التمريض التثاقفي، كانت مادلين ليننجر أو ممرضة متخصصة حصلت على درجة الدكتوراه في علم الإنسان. وقامت ليننجر بعقد أول دورة تدريبية في التمريض التثاقفي في جامعة كولورادو عام 1966. وفي عام 1998 تم تكريمها بوصفها «أسطورة حية» في الأكاديمية الأمريكية للتمريض. وشغلت ليننجر في الفترة ما بين عامي 1989 و1995 منصب رئيس تحرير دورية التمريض التثاقفي "Journal of Transcultural Nursing" وهي المنشور الرسمي لجمعية التمريض التثاقفي (Transcultural Nursing Society). ووضعت عدة مؤلفات في هذا المجال.

## معلومات تاريخية
من خلال ليننجر، بدأ التمريض التثاقفي كنظرية للتنوع والعالمية في الرعاية الثقافية. وتأسس التمريض التثاقفي ما بين عامي 1955 إلى 1975. وفي عام 1975 قامت ليننجر بضبط هذا التخصص باستخدام مفهوم «نموذج sunrise» concept. ثم توسع كثيرًا في الفترة ما بين 1975 إلى 1983. واستمر تأسيسه دوليًا كمجال في التمريض من عام 1983 حتى وقتنا هذا. وبعد تأسيسه رسميًا كدورة في التمريض عام 1966 في جامعة كولورادو، أصبح يتم تقديم برامج التمريض التثاقفي وبرامج المتابعة في رسائل الماجستير والدكتوراه في فترة أوائل السبعينيات.

## ممرضات التمريض التثاقفي
إن الممرضات اللواتي تمارسن التمريض التثاقفي يسمين ممرضات التمريض التثاقفي. وبصورة عامة هن الممرضات اللواتي تعمل كمتخصصات أو ممارسات عموم أو استشاريات من أجل دراسة العلاقات الداخلية بين الرعاية المتكونة ثقافيًا من وجهة نظر التمريض. فهن ممرضات تقدمن رعاية آمنة ومتخصصة قائمة على معرفة واسعة لأفراد من أصول ثقافية متنوعة يفيدون بها أنفسهم والآخرين.

## الشهادات
يتم منح شهادة التمريض التثاقفي بموجب دراسة أكاديمية أو برامج متابعة من قبل جمعية التمريض التثاقفي منذ عام 1988.

## جمعية التمريض التثاقفي (Transcultural Nursing Society)
إن جمعية التمريض التثاقفي هي المؤسسة الرسمية للتمريض التثاقفي. ولقد تم اعتماد الجمعية عام 1974، وتقوم الجمعية بنشر دورية التمريض التثاقفي (Journal of Transcultral Nursing) التي تنشر منذ عام 1989.

## المطبوعات
بخلاف دورية التمريض التثاقفي، هناك مطبوعات أخرى ترتبط بالتمريض التثاقفي، منها دورة التنوع الثقافي (Journal of Cultural Diversity) (منذ 1994) ودورية التمريض متعدد الثقافات (Journal of Multicultural Nursing) (منذ 1944، والتي تنشر حاليًا تحت اسم دورية الصحة والتمريض متعدد الثقافات (Journal of Multicultural Nursing and Health): الدورية الرسمية لمركز دراسة تعددية الثقافات والرعاية الصحية (Center for the Study of Multiculturalism and Health Care).

## وصلات خارجية
- Transcultural Nursing Society
- Madeleine Leininger's website